# Championnat d'Amérique du Sud masculin de volley-ball des moins de 21 ans 1978
Navigation
Édition précédente Édition suivante
Le 4e championnat d'Amérique du Sud masculin de volley-ball des moins de 21 ans s'est déroulé en 1978 à Rio de Janeiro, Brésil. Il a mis aux prises les six meilleures équipes continentales.

## Équipes présentes
- Argentine
- Bolivie
- Brésil
- Chili
- Paraguay
- Pérou
- Uruguay

## Classement final
| Place              | Équipe    |
| ------------------ | --------- |
| Médaille d'or      | Brésil    |
| Médaille d'argent  | Argentine |
| Médaille de bronze | Pérou     |
| 4                  | Uruguay   |
| 5                  | Paraguay  |
| 6                  | Chili     |